# Adolphe Terris
Pour les articles homonymes, voir Terris.
Adolphe Terris né le 16 septembre 1820 à Aix-en-Provence et mort le 1er février 1899 à Marseille est un photographe français.

## Biographie
Adolphe Terris, né à Aix-en-Provence le 16 septembre 1820, est issu d'une famille de condition modeste ; son père, Jean-Baptiste Terris, est serrurier ainsi que la précise son acte de naissance.
En 1845, il ouvre une librairie au no 16 de la rue Noailles, actuelle partie haute de la Canebière à Marseille. Le 23 novembre 1847, il se marie à Aix-en-Provence avec Claire Élodie Imbert. En 1856, il loue une partie de ses locaux au photographe Fred Vitagliano pour que ce dernier y installe un studio de photographie. Terris s'intéresse à cette nouvelle technique dont il devient un précurseur à Marseille et s'associe avec son locataire. Il commence à vulgariser le daguerréotype. 
Dans les locaux de son atelier a lieu en 1861 la première exposition de la Société marseillaise de photographie dont il avait été un des membres fondateurs l'année précédente. Il est le témoin privilégié  des grands travaux d'urbanisme entrepris au cours de la seconde moitié du XIXe siècle. En 1862, la municipalité de Marseille lui commande la réalisation d'un premier album photographique sur les rues de la ville qui seront démolies pour la réalisation de la rue Impériale, actuellement rue de la République. Ce gigantesque projet nécessitera la démolition de 935 maisons et entrainera la disparition totale de 38 rues dont certaines au nom savoureux : rue de la Belle Marinière, du Cheval Blanc, de la Tasse d'Argent, du Foie de Bœuf, de la Piquette... Terris réalisera ainsi un album de 26 photos. Dans la suite logique de cette première commande, il suivra les travaux de démolition et construction des nouveaux immeubles qui s'étendit de 1863 à 1866 ; ce travail aboutira à un nouvel album de 32 photos. Enfin et toujours à la demande de la Ville de Marseille, il photographie les monuments achevés et divers grands travaux de réaménagement pour livrer un troisième album de 46 photos.
En plus des trois albums précédemment évoqués, Terris réalisera pour les Ponts et Chaussées en 1875 une série de photographies représentant les travaux du nouveau port de la Joliette et, en association avec le photographe Rogliano, un album relatif au percement de la rue Colbert qui entrainera malheureusement la destruction de l'église Saint-Martin.
Il meurt à Marseille le 1er février 1899.

## Galerie

Œuvres d' Adolphe Terris
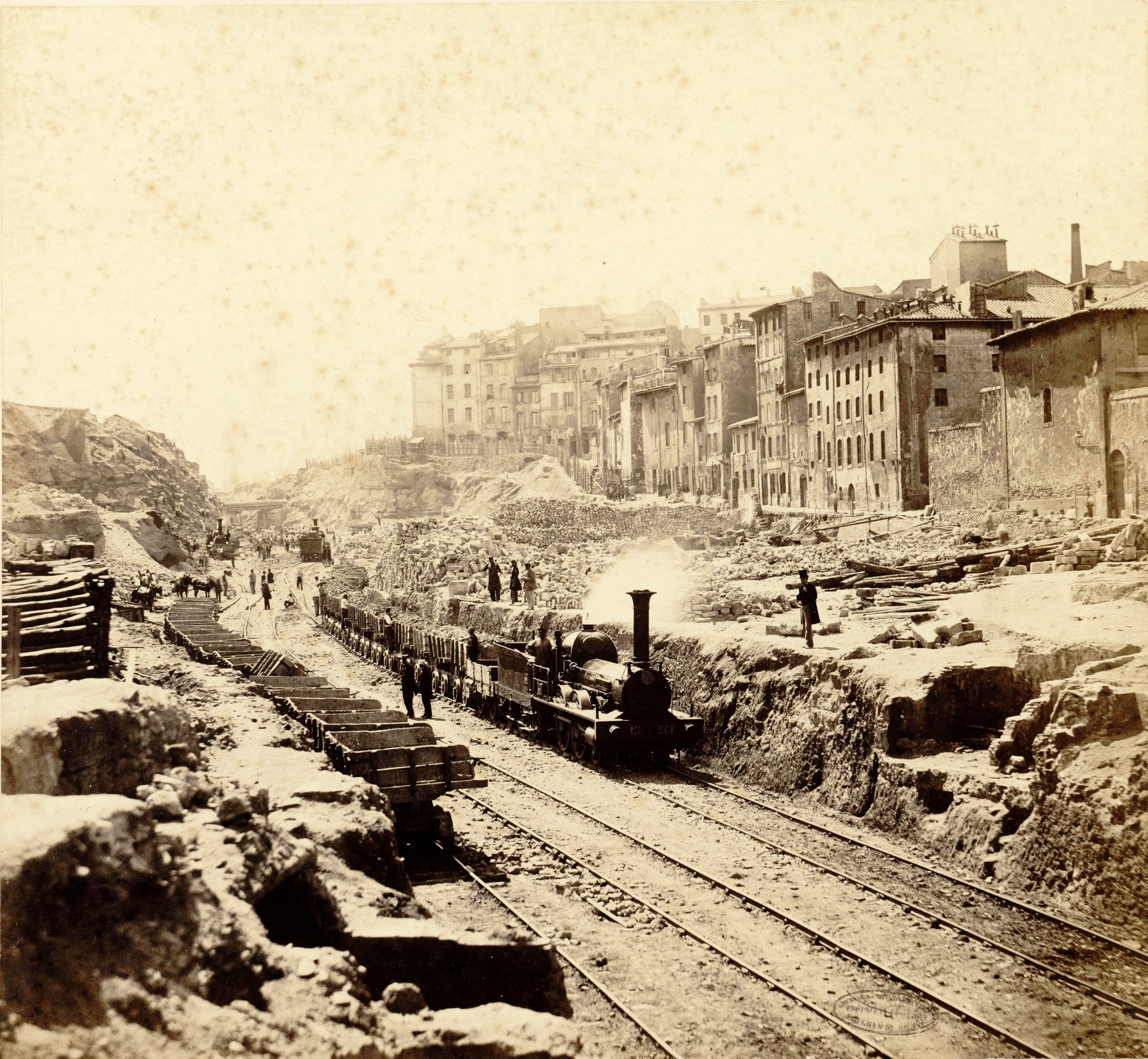
Ouverture de la rue impériale,actuelle rue de la République, Marseille, 1863
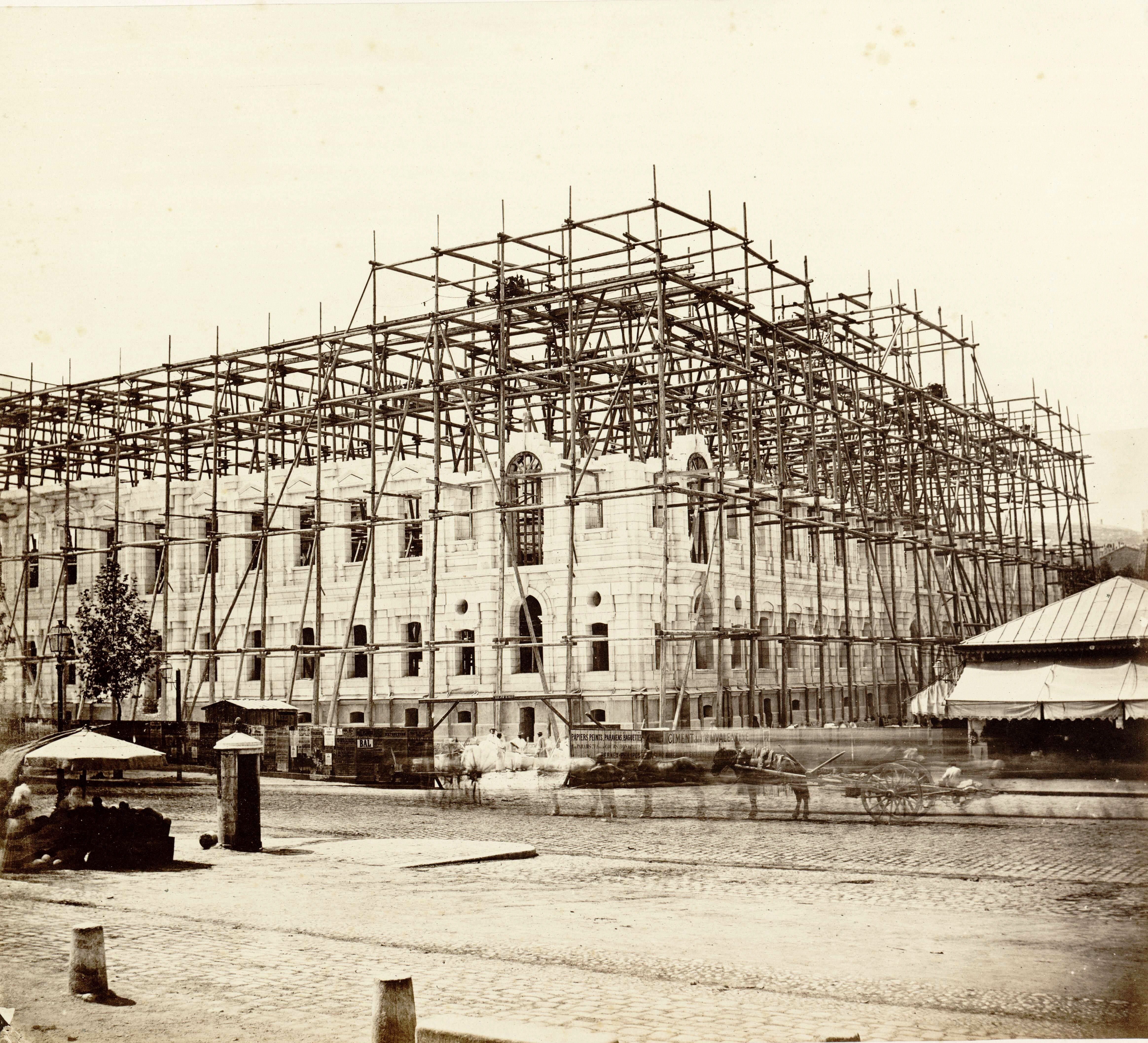
Construction de l'Hôtel de préfecture des Bouches-du-Rhône 1864
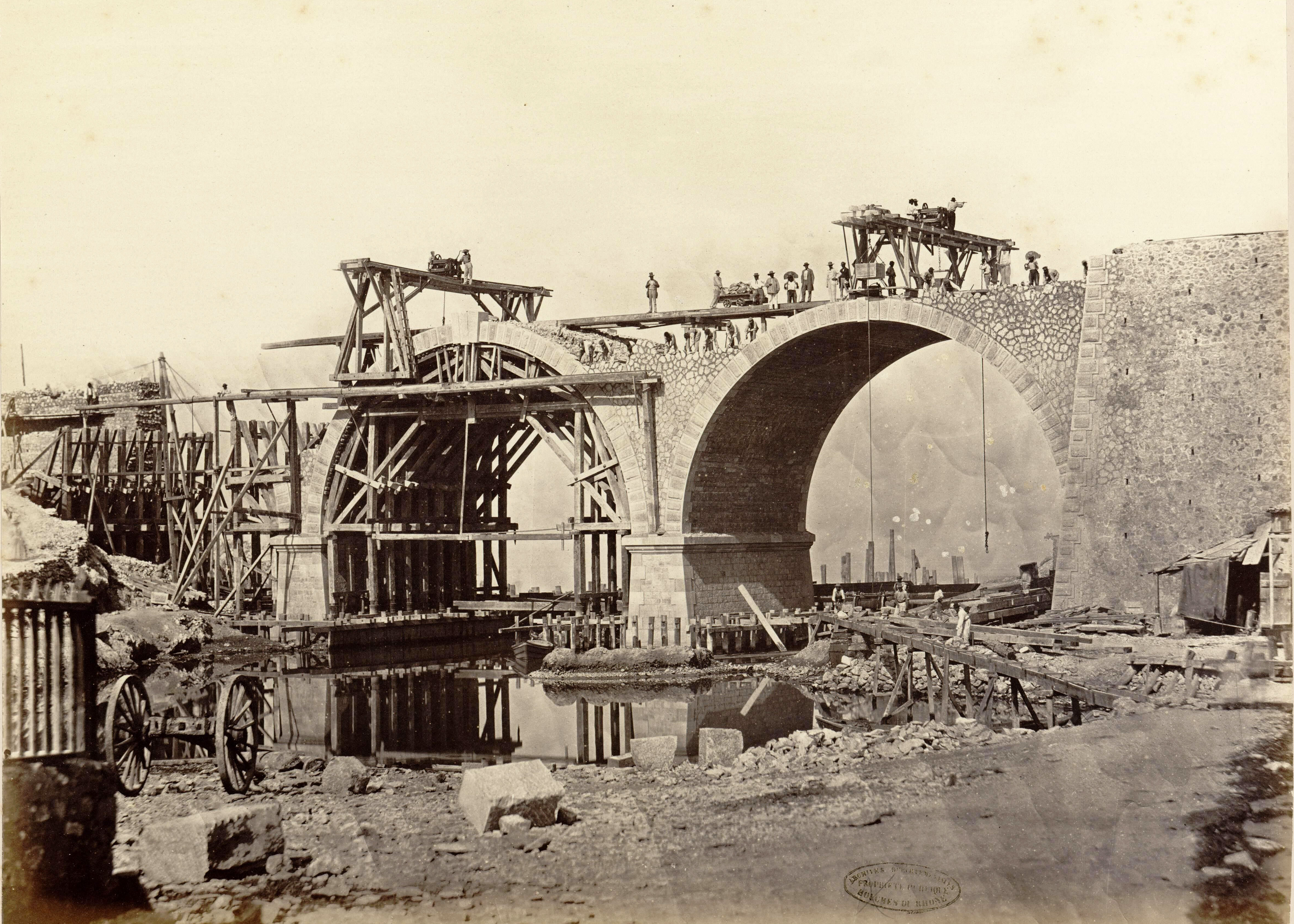
Construction du pont du Vallon des Auffes 1863